# Jefferson Intriago
Jefferson Alfredo Intriago Mendoza, noto semplicemente come Jefferson Intriago (Junín, 4 giugno 1996), è un calciatore ecuadoriano, centrocampista del Mazatlán.

## Caratteristiche tecniche
È un mediano.

## Carriera

### Club
Ha giocato nella prima divisione ecuadoriana ed in quella messicana.

### Nazionale
Ha giocato nelle nazionali giovanili ecuadoriane Under-17 ed Under-20.
Ha esordito con la nazionale maggiore ecuadoriana il 6 ottobre 2017 in occasione del match del match di qualificazione per i Mondiali 2018 perso 2-1 contro il Cile.

## Palmarès

### Club

#### Competizioni nazionali
- Campionato ecuadoriano: 1

LDU Quito: 2018